# Schießbefehl
Con il termine tedesco Schießbefehl (in italiano ordine di sparare) ci si riferiva comunemente alla disposizione permanente per gli incaricati del pattugliamento delle frontiere dell'ex Repubblica Democratica Tedesca (in tedesco DDR, in italiano RDT o Germania Est) di impedire la fuga dei cittadini con tutti i mezzi possibili, inclusa l'uccisione dei trasgressori. Rimase in vigore dal 1960 fino al 1989, anche se in forme diverse. Nel 1982 la pratica venne ufficializzata nel paragrafo 27 della Legge di confine. 
Gli ufficiali e i membri del regime della DDR hanno spesso negato l'esistenza di questa indicazione.

## Vittime del Schießbefehl
La prima vittima che si possa annoverare risale già al periodo di costruzione del Muro di Berlino, più precisamente al 29 agosto 1961. Si tratta di Roland Hoff, un uomo di 27 anni che cercava di raggiungere Berlino Ovest a nuoto. Gli fu intimato di fermarsi e furono sparati dei colpi di avvertimento. Dato che proseguiva nella fuga, fu ucciso con una fucilata.
Indagini ufficiali hanno rilevato 421 casi alla frontiera interna tedesca, ma il Museo del Muro di Berlino presso il Checkpoint Charlie parla di 1245 persone. Solo nei pressi del Muro le vittime accertate sono state 136.